# Thermotoga
Thermotoga é um género de bactérias pertencentes ao filo Thermotogae. As espécies de Thermotoga são hipertermófilas e a sua célula está envolta numa membrana externa especial semelhante a uma bainha, chamada toga.
Os membros de todo o filo são bactérias gram-negativas, uma vez que possuem uma fina camada de peptidoglicano localizada entre duas bicamadas lipídicas, ambas peculiares. O seu peptidoglicano é pouco comum, uma vez que estabelece ligações cruzadas não apenas com meso-diaminopimelatos tal como acontece na Proteobacteria, mas também com D-lisina.
As espécies do género são organismos anaeróbicos com diferentes graus de tolerância ao oxigénio. Podem reduzir enxofre elementar (S0) para sulfureto de hidrogénio, que por sua vez pode ser posteriormente utilizado.
Não está claro se a termófila é uma inovação da linhagem ou um traço ancestral.
O genoma da Thermotoga maritima foi sequenciado em 1999, revelando a presença de vários genes de origem arqueana, que possivelmente permitiram a sua adaptação biológica para a termofilia. O conteúdo GC (citosina-guanina de T. maritima é de 46,2%; como a maioria dos termófilos têm alto teor de CG, isto leva-nos a especular que o alto conteúdo CG pode ser uma conseqüência não essencial da termofilia e não impulso face à termofilia.

## Nome
O nome neo-latino feminino "thermotoga", origina-se por sua vez a partir do nome grego θέρμη (therme, calor) ou mais exactamente do θερμός, ή, όν (thermos, e, on, quente) e da palavra latina feminina  toga (vestimenta romana).
O artigo e o capítulo do manual de Bergey onde se descreve o género foi escrito por vários autores, como Karl Stetter e Carl Woese.